# Atletismo nos Jogos Pan-Americanos de 1975 - 800 m masculino
A prova dos 800 m masculino nos Jogos Pan-Americanos de 1975 foi realizada na Cidade do México, México.

## Medalhistas
| Ouro                 | Prata                  | Bronze                     |
| Luis Medina CUB Cuba | Leandro Civil CUB Cuba | Carlos Martínez MEX México |

## Resultados
| Posição           | Nome            | Nacionalidade      | Tempo   | Notas |
| ----------------- | --------------- | ------------------ | ------- | ----- |
| Medalha de ouro   | Luis Medina     | CUB Cuba           | 1:47.98 |       |
| Medalha de prata  | Leandro Civil   | CUB Cuba           | 1:48.75 |       |
| Medalha de bronze | Carlos Martínez | MEX México         | 1:48.78 |       |
| 4                 | Rayfield Beaton | GUY Guiana         | 1:49.11 |       |
| 5                 | Tom McLean      | USA Estados Unidos | 1:49.14 |       |
| 6                 | Keith Francis   | USA Estados Unidos | 1:49.30 |       |
| 7                 | Kenneth Elmer   | CAN Canadá         | 1:49.30 |       |
| 8                 | Darcy Pereira   | BRA Brasil         | 1:57.25 |       |